# Antonia Prebble
Antonia Mary Prebble (n. 6 iunie 1984 în Wellington ) este o actriță faimoasă pentru rolul Loretta West din show-ul Outrageous Fortune. A devenit interesată de actorie la o vârstă foarte tânără, jucând în The Magical Kingdom of Thingymijig în 1993.

## Biografie
Cel târziu în anii 1990, Antonia a început să lucreze la producții pentru copii, având diferite roluri în programele acestea. Două din rolurile ei mari includ Mandy McFarlane din Mirror Mirror 2 în 1997 și Trudy în cele 5 sezoane ale serialului The Tribe din anul 1999 până în anul 2003.
A fost invitată să joace și în două episoade din Power Rangers : Dino Thunder în rolul lui Krista, lucrând împreună cu 2 dintre actorii din The Tribe. În 2006 începe să joace în Power Rangers : Forța Mistică în rolul lui Clare, ucenica vrăjitoarei Udonna, fiind și Apărătorul Porții.
În anul 2005 a câștigat un rol în distribuția lui Outrageous Fortune, și anume rolul Lorettei West, o fată de 15 ani. Trei ani în Outrageous Fortune e în al patrulea sezon unde personajul ei Loretta a dat naștere unei fetițe, Jane, și nu e interesată să fie mamă așa că o lasă în grija propriei ei mame, Cheryl West. După ce a filmat al treilea sezon Antonia și sora ei de pe ecran Siobhan Marshall (care joacă rolul Pascalle West ) au plecat într-o vacanță în Europa.